# 계형철
계형철(桂瀅鐵, 1953년 4월 3일 ~ )은 전 KBO 리그 OB 베어스의 투수이다. 1982년에 KBO 리그가 출범하며 OB 베어스의 원년 선수로 활동했다. OB 베어스 시절 등번호는 11번이었다.

## 선수 시절

### OB 베어스시절
성균관대학교 경영학과(1972학번)를 졸업하고 공군에 입대해 1978년 대통령배 실업 연맹전 전기 리그에 공군 팀 투수로 참가해 노히트노런을 기록했다. 1982년 한국프로야구 창설과 함께 팀의 창단 멤버로 입단했다. 아마추어 시대였던 에이스급 투수였으나 한국 프로야구 창설 당시에는 30살의 노장이었기 때문에 프로야구 진출과 은퇴를 놓고 갈등하기도 했다.
1982년 팀의 원년 우승 멤버로 박철순, 박상열 등과 함께 선발진의 한 축을 담당했다. 전성기는 1984년으로 이 해 방어율 2위, 다승 6위(14승), WHIP 5위(1.13)으로 박철순이 부상으로 빠진 후 그가 팀의 에이스 역할을 완수했는데 당시 삼성 김일융과 함께 공동 선발승 2위(13선발승)를 기록했다. 1985년(11승(9선발승) 11패, 2점대 평균자책점)과 1988년(10승(8선발승) 12패, 3점대 평균자책점)에도 두 자릿수 승수를 올렸으며 1980년대 말까지 베어스의 에이스급 투수로 활약했다.
젊을 때부터 볼은 빠르지만 제구력이 형편없는 장단점이 뚜렷한 투수였으나 프로에 들어와서는 구속을 늦추고 제구력을 향상시키면서 기교파에 가깝게 변신해 당시 투수로는 드물게 38세까지 롱런할 수 있었다. 1991년 시즌에는 만 38세 5개월의 나이로 LG 트윈스를 상대로 완투승을 기록해 한화 이글스의 송진우가 2005년에 기록을 깨기 전까지 국내파 선수 최고령 완투승 기록을 보유하고 있었다.
통산 1286.2이닝 69승 89패, 9세이브, 3점대 평균자책점을 기록하였다.

## 야구선수 은퇴 후

### 한화 이글스시절
1992년 시즌 후 감독이었던 신용균이 3년 계약으로 쌍방울 레이더스 감독으로 부임하자 투수코치를 맡았는데 신용균은 외국인 선수 영입 과정에서 신용균과 달리 소위 '미국통'이었던 한동화 수석코치와 불화를 보여 1년 만에 해임됐고 한동화가 2년 계약 형식으로 감독으로 승격하자 2군 감독대행으로 자리를 옮겼으며 김우열 전 OB 베어스 코치가 1994년 6월 13일에 쌍방울 레이더스 타격코치로 부임하며 생긴 보직 변경에 따라 투수코치로 돌아왔는데 한동화는 자신과 똑같은 '미국통'인 김인식이 그랬던 것처럼 소위 '일본통'인 이용일 구단주 대행과 사이가 좋지 않았고 결국 1995년 시즌 연패를 반복해 중도 하차했다 1999년에 한국시리즈 우승을 하고 스승인 김성근이 삼성 라이온즈의 2군 감독이 되자 그를 따라 삼성 라이온즈 2군 투수코치, 그 후 모교인 중앙고등학교 감독을 역임했다. 중앙고등학교에서 감독을 맡았을 때 제자였던 송주호는 삼성 라이온즈에서 방출된 후 그의 소개로 SK 와이번스에서 입단 테스트를 받기도 했다. 하지만 입단에 실패하고 송주호는 현역으로 입대했고, 후에 한화 이글스에서 재회했다.

### SK 와이번스시절
김성근이 2007년에 감독으로 부임하면서 이적하며 2군 감독을 맡았다. 김성근의 최측근 인맥으로 2010년 6월에 당시 수석코치였던 이만수와 자리를 맞바꿔 2개월간 수석코치를 맡았다가 다시 자리를 바꾸며 2군 감독으로 복귀했다.
2011년에 이만수가 다시 2군 감독이 되며 그는 재활코치로 활동하는 등 코칭 스태프에 대대적인 인사 이동이 있었다. 그 후 김성근이 경질되자 그가 최측근 인지라 구단을 떠날지도 모른다는 추측이 나왔고, 결국 이홍범, 박상열, 김정준, 강성인, 홍남일과 함께 팀을 떠났다.

### LG 트윈스시절
2012년 시즌 후 이적해 잔류 책임코치를 맡았다. 그러나 2014년 시즌 인천 아시안 게임 브레이크 도중 2군 코치 개편 과정에서 해임 통보를 받았다. 그가 평소 건강 상태가 좋지 않다는 이야기가 있었서 해임 결정에 영향이 있었을 것으로 보인다.

### 한화 이글스복귀
김성근 사단의 일원이라 김성근을 따라 이적한다는 얘기가 있었다. 일단 팀에서는 고양 원더스의 메인 투수코치였던 박상열을 영입했으며, 얼마 지나지 않아 2014년 11월 3일 대대적인 코치 영입 과정 속에서 이홍범과 함께 합류했다. 보직은 당초 알려진 바와 달리 순회코치였으며, 2015년 시즌부터 투수코치를 맡았다. 2017년 시즌에는 엔트리 등록없이 외국인 투수 알렉시 오간도, 카를로스 비야누에바, 배영수를 전담 지도했다. 이날 선수단 미팅을 마치고 떠나는 김성근의 곁을 마지막까지 지켰다. 2017년 5월 22일 김성근이 사임하자 김광수와 함께 동반 사의를 표명했다.

### 고양 위너스시절
2018년부터 감독으로 활동했다.

## 출신 학교
- 인천송림초등학교
- 동인천중학교
- 중앙고등학교
- 성균관대학교

## 통산 기록
| 연도 | 팀명   | 평균자책점 | 경기 | 완투 | 완봉 | 승 | 패 | 세 | 홀 | 승률  | 타자 | 이닝     | 피안타 | 피홈런 | 볼넷 | 사구 | 탈삼진 | 실점 | 자책점 |
| ---- | ------ | ---------- | ---- | ---- | ---- | -- | -- | -- | -- | ----- | ---- | -------- | ------ | ------ | ---- | ---- | ------ | ---- | ------ |
| 1982 | OB     | 4.88       | 21   | 3    | 1    | 4  | 4  | 0  | 0  | 0.500 | 416  | 90 1/3   | 73     | 6      | 76   | 2    | 42     | 59   | 49     |
| 1983 | OB     | 3.44       | 29   | 9    | 3    | 9  | 12 | 0  | 0  | 0.429 | 816  | 193 1/3  | 190    | 11     | 72   | 13   | 86     | 97   | 74     |
| 1984 | OB     | 2.06       | 29   | 6    | 1    | 14 | 4  | 0  | 0  | 0.778 | 701  | 174 2/3  | 135    | 8      | 63   | 7    | 92     | 44   | 40     |
| 1985 | OB     | 2.78       | 34   | 8    | 0    | 11 | 11 | 2  | 0  | 0.500 | 789  | 194      | 165    | 17     | 63   | 7    | 84     | 71   | 60     |
| 1986 | OB     | 3.16       | 22   | 3    | 1    | 5  | 7  | 0  | 0  | 0.417 | 452  | 111      | 94     | 8      | 50   | 2    | 47     | 48   | 39     |
| 1987 | OB     | 2.61       | 25   | 5    | 0    | 8  | 12 | 0  | 0  | 0.400 | 633  | 148 1/3  | 122    | 3      | 74   | 6    | 53     | 59   | 43     |
| 1988 | OB     | 3.75       | 33   | 2    | 0    | 10 | 12 | 2  | 0  | 0.455 | 558  | 129 2/3  | 121    | 7      | 62   | 2    | 48     | 59   | 54     |
| 1989 | OB     | 3.59       | 20   | 1    | 1    | 5  | 8  | 2  | 0  | 0.385 | 375  | 87 2/3   | 88     | 5      | 35   | 1    | 38     | 40   | 35     |
| 1990 | OB     | 5.42       | 27   | 0    | 1    | 2  | 13 | 2  | 0  | 0.133 | 510  | 114 2/3  | 123    | 7      | 59   | 5    | 43     | 74   | 69     |
| 1991 | OB     | 5.86       | 14   | 2    | 0    | 1  | 6  | 1  | 0  | 0.143 | 204  | 43       | 56     | 1      | 21   | 1    | 14     | 35   | 28     |
| 통산 | 10시즌 | 3.43       | 254  | 39   | 8    | 69 | 89 | 9  | 0  | 0.437 | 5454 | 1286 2/3 | 1167   | 73     | 575  | 46   | 547    | 586  | 491    |